# Charadra coyopa
Charadra coyopa là một loài bướm đêm thuộc họ Noctuidae. Nó là loài duy nhất được tìm thấy ở holotype specimen từ vùng Mexico City.
Chiều dài cánh trước là 18.9 mm đối với con đực. The collection date indicates a flight period vào tháng 1.